# Sojuz TMA-15
La Sojuz TMA-15 è una missione spaziale con equipaggio umano diretta verso la Stazione spaziale internazionale partita
il 27 maggio 2009 dal cosmodromo di Baikonur con a bordo tre membri dell'Expedition 20. Il 29 maggio si è agganciata alla stazione spaziale.
Il 1º dicembre 2009 ha fatto il suo ritorno sulla terra.

## Equipaggio
| Ruolo               | Equipaggio                                          | Equipaggio                                          |
| ------------------- | --------------------------------------------------- | --------------------------------------------------- |
| Comandante          | Roman Romanenko, Roscosmos Expedition 20 Primo volo | Roman Romanenko, Roscosmos Expedition 20 Primo volo |
| Ingegnere di volo 1 | Frank De Winne, ESA Expedition 20 Secondo volo      | Frank De Winne, ESA Expedition 20 Secondo volo      |
| Ingegnere di volo 2 | Robert Thirsk, CSA Expedition 20 Secondo volo       | Robert Thirsk, CSA Expedition 20 Secondo volo       |

### Equipaggio di riserva
| Ruolo               | Equipaggio                    | Equipaggio                    |
| ------------------- | ----------------------------- | ----------------------------- |
| Comandante          | Dmitrij Kondrat'ev, Roscosmos | Dmitrij Kondrat'ev, Roscosmos |
| Ingegnere di volo 1 | André Kuipers, ESA            | André Kuipers, ESA            |
| Ingegnere di volo 2 | Chris Hadfield, CSA           | Chris Hadfield, CSA           |